# Степанки (Черкасская область)
Степа́нки (укр. Степанки) — село в Черкасском районе Черкасской области Украины.
Почтовый индекс — 19632. Телефонный код — 472.

## Население
Население по переписи 2001 года составляло 2630 человек.

### Языковой состав
Родной язык населения по данным переписи 2001 года:
| Язык       | Численность, чел. | Доля     |
| ---------- | ----------------- | -------- |
| Украинский | 2 570             | 97,72 %  |
| Русский    | 54                | 2,05 %   |
| Другое     | 6                 | 0,23 %   |
| Итого      | 2 630             | 100,00 % |

## Местный совет
19632, Черкасская обл., Черкасский р-н, с. Степанки, ул. Героїв України, 124